# Marina Nemat
Marina Nemat (* 1965 als Marina Moradi in Teheran) ist eine iranisch-kanadische Autorin.
Ihr Vater Nicholas (Gholamreza) Moradi (* 1921, † 2012 in Toronto) war Tanzlehrer, ihre Mutter Frisörin in Teheran. Sie erlebte in ihrer Jugend als russisch-orthodoxe Christin im Jahre 1979 den Sturz von Schah Mohammad Reza Pahlavi durch Ajatollah Chomeini im Zuge der Islamischen Revolution. Nemat wehrte sich gegen die islamische Indoktrinierung. Am 15. Januar 1982 wurde Nemat im Alter von 16 Jahren zusammen mit weiteren Klassenkameraden verhaftet, weil sie eine verbotene Schülerzeitschrift herausgegeben hatte. Sie wurde im Evin-Gefängnis verhört, gefoltert und schließlich durch ein Schnellgericht zum Tode verurteilt. Sie entging der Erschießung, weil sie von einem Gefängnisaufseher geheiratet wurde, der zugleich ihr Wärter blieb. Aufgrund des Einsatzes von dessen Familie wurde sie nach 2 Jahren, 2 Monaten und 12 Tagen Haft freigelassen. Ihr Mann Ali Moosavi wurde später von der Revolutionsgarde ermordet.
Sie heiratete heimlich ihre Jugendliebe, den Elektroingenieur Andre Nemat. Das Paar floh 1991 nach Kanada; es hat zwei Söhne. Marina Nemat arbeitete bei der Restaurantkette Swiss Chalet in Aurora und schrieb ihre Memoiren in 78.000 Wörtern nieder. Nach ihren Erfahrungen schweigen viele andere Opfer über ihre Erlebnisse.
Ihr Buch Prisoner of Tehran wurde von 27 Verlagen weltweit veröffentlicht (2012). In Deutschland erschien das Buch unter dem Titel Ich bitte nicht um mein Leben. Eine Theater-Adaption des Buches wurde bei dem Theatre Passe Muraille in Toronto unter der Leitung von Maja Ardal inszeniert.
Im Jahr 2010 erschien Nemats zweites Buch “After Tehran, A Life Reclaimed” (Deutsch: „Ihr werdet mich nicht besiegen“), in dem sie sich mit dem posttraumatischen Heilungsprozess auseinandersetzt und Lücken in ihrem ersten Buch ergänzt.
Nemat lebt heute (Stand 2013) mit ihrem Mann in einem Vorort von Toronto. Sie unterrichtet Teilzeit an der Universität Toronto und spricht regelmäßig über ihre Erfahrungen zu Gymnasialklassen, Universitäten, Büchereien und Vereinen. Sie ist regelmäßiger Teilnehmer am Oslo Freedom Forum. Im Jahre 2012 war sie Gastreferentin bei dem San Francisco Freedom Forum der Human Rights Foundation zusammen mit Aung San Suu Kyi und Garri Kimowitsch Kasparow.